# 리닝
리닝(중국어 간체자: 李宁, 정체자: 李寧, 병음: Lǐ Níng, 한자음: 이령, 1963년 3월 10일~)은 중화인민공화국의 체조 선수, 기업가이다. 1984년 하계 올림픽에서 금메달 3개를 포함하여 총 6개의 메달을 획득했고 세계 선수권 대회에서 메달 11개를 획득했다.

## 경력
좡족 혈통으로 광시 좡족 자치구 류저우시에서 태어난 리닝은 8세 때 체조 훈련을 시작하여 1980년 중국 체조 대표팀에 처음으로 발탁되었다.
1981년에 처음으로 국제 대회에 참가하였으며, 7월에 루마니아의 부쿠레슈티에서 열린 1981년 하계 유니버시아드에서 금메달 3개와 동메달 1개를 획득했으며, 8월에는 미국 체조 대표팀과의 친선 경기에서도 남자부 종합 우승을 차지했다. 11월에는 소련의 모스크바에서 열린 1981년 세계 선수권 대회에서 단체전 동메달을 획득했다. 
1982년 10월 유고슬라비아의 자그레브에서 열린 1982년 체조 월드컵 대회에서 금메달 7개 중 개인종합, 마루, 철봉, 링, 안마, 도마 종목을 우승하면서 금메달 6개를 획득하여 "체조의 왕자(体操王子)"라는 별명을 얻었다. 이후 같은 해 11월에는 인도 뉴델리에서 열린 1982년 아시안 게임에서 4관왕에 올랐다. 이듬해인 1983년 10월에는 헝가리 부다페스트에서 열린 1983년 세계 선수권 대회에서 단체전 금메달과 개인전 은메달 1개, 동메달 2개를 획득했다.
1984년 3월에 미국 뉴욕에서 열린 아메리카컵에서 개인종합 4위에 올랐다. 그 해 8월에 미국 로스앤젤레스에서 열린 중화인민공화국이 처음으로 참가한 올림픽인 1984년 하계 올림픽에서 메달 6개를 획득하면서 명성을 얻었다. 그는 금메달 3개(마루, 안마, 링), 은메달 2개, 동메달 1개를 획득하면서 중화인민공화국 처음으로 참가한 올림픽 대회에서도 가장 주목 받는 중국인 선수가 되었다.
이듬해인 1985년 11월 캐나다 몬트리올에서 열린 1985년 세계 선수권 대회에서 링 종목 금메달을 획득했고 단체전 은메달과 안마 은메달, 마루 운동 동메달을 획득했다. 이후 1986년 아시안 게임과 1987년 하계 유니버시아드에서 메달을 획득했다.
1988년 4월에는 서독 하노버에서 열린 메세 컵에서 단체전 우승을 차지했으며, 그 해 9월에 대한민국 서울에서 열린 1988년 하계 올림픽에 참가했다. 1988년 올림픽 이후 현역에서 은퇴했다. 1990년 자신의 이름을 딴 스포츠 용품 회사인 "리닝"을 세웠다.
2000년에는 국제 체조 연맹 명예의 전당에 중국인으로는 처음으로 헌액되었으며, 베이징에서 열린 2008년 하계 올림픽 개막식에 최종 성화 점화자로 참여했다.